# Cime Pianeta
Le cime Pianeta sono una catena montuosa situata sulla costa orientale dell'isola Alessandro I, al largo della costa della Terra di Palmer, in Antartide. La formazione si trova in particolare tra la dorsale LeMay, a ovest, e il canale di Giorgio VI, a est, e si estende in direzione nord-sud per circa 97 km, essendo delimitata a nord dal ghiacciaio Giove, che la separa delle cime Ganimede, e a sud dal ghiacciaio Saturno.

## Storia
La catena delle cime Pianeta fu probabilmente avvistata per la prima volta da Lincoln Ellsworth, il quale, il 23 novembre 1935, effettuò una ricognizione aerea del segmento di costa in cui si trova la catena, fotografandolo. L'intera formazione è stata così battezzata dal Comitato britannico per i toponimi antartici in seguito a un'esplorazione effettuata nel 1948 e nel 1949 dal British Antarctic Survey (al tempo ancora chiamato "Falkland Islands Dependencies Survey", FIDS). Il nome deriva dal fatto che molte delle formazioni attorno alla catena montuosa erano già state battezzate con nomi di corpi celesti, come il ghiacciaio Plutone, il ghiacciaio Marte e il passo Via Lattea, che separa la catena dalla dorsale LeMay.